# Wolfgang Becker
Wolfgang Becker (Hemer, Westfalia, 22 de junio de 1954-Berlín, 12 de diciembre de 2024) fue un director de cine alemán.

## Biografía
Becker estudió germanística, Historia y Estudios Americanos en la Universidad Libre de Berlín. Continuó con un trabajo en un estudio de sonido en 1980 y entonces inició sus estudios en la Academia Alemana de Cine y Televisión (dffb). Comenzó a trabajar como camarógrafo independiente en 1983 y se graduó en la dffb en 1986 con Schmetterlinge (Mariposas), la cual ganó el Student Academy Award en 1988, el Leopardo de Oro del Festival Internacional de Cine de Locarno y el premio del primer ministro del Sarre en el Ophuels Festival Saarbruecken de 1988.
Dirigió un episodio de drama en televisión Tatort, llamado Blutwurstwalzer, antes de realizar su segunda película Kinderspiele (Juegos de niños, 1992) y el documental Celibidache (1992).
En 1994, se unió a la productora X Filme Creative Pool fundada por Tom Tykwer, junto con Stefan Arndt y Dani Levy. Desde allí trabajó con Tykwer en la película premiada durante el Berlinale, Das Leben ist eine Baustelle (La vida en obras, 1997), y en su creación más famosa, Good Bye, Lenin! (2003).

## Filmografía
- Schmetterlinge con el niño corneta (1988)
- Blutwurstwalzer (1991)
- Celibidache (1992)
- Kinderspiele (1992)
- La vida en obras (1997)
- Good Bye, Lenin! (2003)